# 勝田台南
勝田台南（かつただいみなみ）は千葉県八千代市の地名。現行行政地名は勝田台南一丁目から勝田台南三丁目。郵便番号276-0025。

## 地理
八千代市東南部に位置する。北で下市場・村上、東で勝田台、南で勝田、西で千葉市花見川区横戸町と接する。1、2丁目と3丁目を隔てるように域内を国道16号が南北に縦断し、1丁目と2丁目を隔てるように都市計画道路勝田台長熊線が東西に横断している。

### 河川
- 花見川

## 歴史
1985年（昭和60年）10月7日、区画整理により、誕生。

## 世帯数と人口
2017年（平成29年）10月31日現在の世帯数と人口は以下の通りである。
| 丁目           | 世帯数    | 人口    |
| -------------- | --------- | ------- |
| 勝田台南一丁目 | 237世帯   | 541人   |
| 勝田台南二丁目 | 810世帯   | 1,684人 |
| 勝田台南三丁目 | 337世帯   | 789人   |
| 計             | 1,384世帯 | 3,014人 |

## 小・中学校の学区
市立小・中学校に通う場合、学区は以下の通りとなる。
| 丁目           | 番地 | 小学校                 | 中学校                 |
| -------------- | ---- | ---------------------- | ---------------------- |
| 勝田台南一丁目 | 全域 | 八千代市立勝田台小学校 | 八千代市立勝田台中学校 |
| 勝田台南二丁目 | 全域 | 八千代市立勝田台小学校 | 八千代市立勝田台中学校 |
| 勝田台南三丁目 | 全域 | 八千代市立勝田台小学校 | 八千代市立勝田台中学校 |

## 交通

### 鉄道
地内北辺のすぐ北側を京成電鉄本線が通るが駅は設置されていない。最寄駅は京成電鉄勝田台駅及び東葉高速線東葉勝田台駅となる。

### 道路
- 国道16号

## 施設
- 千葉県立八千代高等学校
- エンゼルガーデン幼稚園
- 千葉鑑定団